# Rosie Pinhas-Delpuech
Pour les articles homonymes, voir Delpuech.
Rosie Pinhas-Delpuech, née le 28 décembre 1946 à Istanbul, est une femme de lettres française, écrivant en français, également traductrice de l'hébreu vers le français.

## Biographie

### Famille et formation
Rosie Pinhas-Delpuech naît en Turquie d'un père francophone et d'une mère germanophone, au sein d'une famille judéo-espagnole. Après une jeunesse et une adolescence stambouliotes, imprégnées par le multilinguisme de son entourage, elle se rend en France à 18 ans pour y prolonger ses études, consacrées à la philosophie et à la littérature française.

### Enseignement
Dans les années 1960, elle enseigne en Israël ces deux matières dans des lycées et à l'université.

### Traduction et écriture
Elle revient ensuite en France. Elle y fait profession de traductrice, notamment d'hébreu en français, de nombreux auteurs publiés aux éditions Actes Sud.
Également femme de lettres et romancière, elle écrit et publie en français. En 2004, son ouvrage Suite byzantine s'est vu décerner une mention spéciale par le jury du prix Alberto-Benveniste, et elle reçoit ce même prix littéraire en 2014 pour la totalité de son œuvre.
Elle dirige concomitamment la collection « Lettres hébraïques » chez Actes Sud.

## Œuvres

### Publications
- L'Autre Monde : étude sur l'univers romanesque de Cyrano de Bergerac, thèse, 1977
- L'Orthographe, éditions Albin Michel, 1982
- Insomnia : une traduction nocturne, éditions Actes Sud, 1997
- Suite byzantine, éditions Bleu autour, 2003 ; rééd. 2009
- Anna : une histoire française, Bleu autour, 2007
- L'Angoisse d'Abraham, Actes Sud, 2016
- Le Typographe de Whitechapel, Actes Sud, 2021

### Traductions
- De l'hébreu en français :

Batya Gour, Yoram Kaniuk, Etgar Keret, David Grossman, Orly Castel-Bloom, Alona Kimhi, Haïm Gouri, Rutu Modan, Asaf Hanuka, David Vogel, Ronit Matalon, Yitzhak Orpaz-Auerbach, Yehoshua Kenaz, Dahlia Rabikovitch, Itamar Levy, Dalya Cohen, Daniella Carmi, Yeshayahu Koren, Batia Kolton, Shimon Adaf, Omri Teg'amlak Avera, Dror Burstein, Aharon Megged, Nurit Zarchi, Yaakov Shabtai͏, Tamar Berger, Avirama Golan, Gadi Taub, etc.
- De l'anglais en français :

Cecil Roth, Alec Bristow, Rosmarie Waldrop.
- Du turc en français :

Sait Faik Abasıyanık...

#### Ouvrage
- Masha Itzhaki, Béatrice Didier (dir.), Antoinette Fouque (dir.) et Mireille Calle-Gruber (dir.), Dictionnaire universel des créatrices, Éditions des femmes, 2013, « Pinhas-Delpuech, Rosie (Istanbul 1946) », p. 3455.

#### Articles
- Émilie Grangeray, « Rosie Pinhas-Delpuech : Anna, ses sœurs, ses fantômes », Le Monde,‎ 31 mai 2007 (lire en ligne).
- Benjamin Fau, « Suites byzantines de Rosie Pinhas-Delpuech », Le Monde,‎ 18 mars 2010 (lire en ligne).

### Radio
- Marina Mielczarek, « En sol majeur. 1.Rosie Pinhas-Delpuech », sur Radio France internationale, 27 avril 2010.
- Mélissa Chemam, « Rosie Pinhas-Delpuech, auteur, traductrice et passeuse de textes », sur France Culture, 27 août 2014.
- Xavier Mauduit, « Rosie Pinhas-Delpuech, écrivaine et traductrice : "Ma grand-mère est à l'origine de mon écriture" », sur France Culture, Le Cours de l'histoire, série « Fou d'histoire », 8 décembre 2024.